# Erik Fratzke
Erik Fratzke (* um 1970) ist ein US-amerikanischer Musiker (Kontrabass, E-Bass, Gitarre, Komposition) des Modern Jazz, der sich auch im Bereich der Rockmusik betätigt.

## Leben und Wirken
Fratzke arbeitete ab den 1990er-Jahren in der Jazzszene von Minneapolis u. a. mit Michael Lewis und Dave King im Trio Happy Apple, für das er auch komponiert. Außerdem spielte er mit Michel Portal (Birdwatcher, 2005). Ab den 2010er-Jahren gehört er der Formation Dave King Trucking Company an, mit der 2011–15 drei Alben entstanden. Im Bereich des Jazz war er laut Tom Lord zwischen 1996 und 2015 an 15 Aufnahmesessions beteiligt. Als Gitarrist spielt er in der Rockband Zebulon Pike.

## Diskographische Hinweise
- Happy Apple: Please Refrain from Fronting (2001)
- Happy Apple: The Peace Between Our Companies (Sunnyside, 2005)
- Happy Apple: Back on Top (Sunnyside, 2005)
- Dave King Trucking Company: Good Old Light (Sunnyside, 2011), mit Chris Speed, Brandon Wozniak, Adam Linz
- Dave King Trucking Company: Surrounded by the Night (Sunnyside, 2015), mit Chris Speed, Brandon Wozniak, Chris Morrissey
- Junk Magic: Compass Confusion (Pyroclastic, 2020), mit Craig Taborn, Mat Maneri, Dave King, Chris Speed